# 오모사우루스
오모사우루스(학명:Omosaurus perplexus)는 악어목 피토사우루스과에 속하는 악어이다. 지금은 멸종된 악어로 몸길이는 4~7m가 되는 거대한 악어에 속한다.

## 특징
오모사우루스는 넓게 확장된 두개골과 앞다리에 비해 더 큰 뒷다리의 모습을 가진 것이 특징이다. 이빨은 다소 곧고 안쪽으로 약간 구부러져 있는 원뿔형이며 길이가 1인치까지 뾰족하다고 묘사되었다. 안쪽에는 두 개의 가장자리가 있고, 바깥쪽에 볼록한 부분이 있는 D자형의 단면을 가지고 있었다. 이빨 표면은 잔주름이 거의 없어 매끄러웠고 안쪽은 수직으로 되어 있으며 바깥쪽은 수평으로 달렸다. 척추뼈는 원형이며 허리에 수축되어 있었고 길이는 약 3센티미터로 단면적으로 넓이보다 다소 컸다. 그 악취는 능선이 갈라지는 부채꼴 무늬로 장식되어 있었다. 또한 오모사우루스에 대한 연구에서 고생물학자 중에 하나인 레이디 자신은 오모사우루스가 해양 파충류의 일종으로 생각하여 아마도 플레시오사우르스일 것이라고 믿었고 그 잔해가 이미 이름이 붙여진 몇몇 속과 관련이 있다고 의심했다. 1902년 프레데릭 아우구스투스 루카스는 이 화석을 자연에서 "크로코디아인"으로 인식하고 오모사우르스를 악어리아에 배치하였다. 동시에 그는 오모사우루스 오웬 1875에 대한 우선권을 단언했는데 오웬은 스테고사우루스로부터 다이센트라루스로 개명되었다. 그리하여 오늘날의 오모사우루스는 일반적으로 피토사우루스과의 가능한 멤버인 노멘 두비움으로 등재되어 있다. 먹이로는 당대에 서식하던 물고기, 갑각류와 같은 육식성의 먹이와 양치식물과 같은 초식성의 먹이를 골고루 섭취했을 잡식성의 악어로 추정되는 종이다.

## 생존시기와 서식지와 화석의 발견
오모사우루스가 생존하던 시기는 중생대의 트라이아스기로 지금으로부터 2억년전~1억 8천만년전에 생존했던 악어이다. 생존하던 시기에는 북아메리카를 중심으로 하는 강과 호수에서 주로 서식했던 종이다. 화석의 발견은 1856년에 미국의 트라이아스기에 형성된 지층에서 미국의 고생물학자인 조셉 멜릭 레이디에 의해 처음으로 발견이 되어서 새롭게 명명된 종이다.

## 같이 보기
- 악어
- 중생대
- 쥐라기
- 파충류
- 화석